# کانتونی نوشتاری
کانتونی نوشتاری (به کانتونی: 粵文) گونهٔ نوشتاری زبان کانتونی و کامل‌ترین گونهٔ نوشتاری چینی پس از چینی ماندارین و چینی کلاسیک است. چینی نوشتاری در اصل برای چینی کلاسیک طراحی شده بود و تا قرن نوزدهم زبان ادبی چین بود. گونه‌های نوشتاری محلی چینی از قرن هفدهم پدیدار شدند و خط ماندارین در اوایل قرن بیستم به گونهٔ نوشتاری معیار چین تبدیل شد.
این سامانه نسبت به چینی نوشتاری شامل نویسه‌های اضافی و همچنین نویسه‌هایی با معانی متفاوت است که این به دلیل وجود کلماتی است که یا در چینی معیار وجود ندارند یا با کانتونی گفتاری مطابقت دارند. کانتونی نوشتاری اغلب در زمینه‌های محاوره‌ای مانند مجلات سرگرمی و رسانه‌های اجتماعی و همچنین در تبلیغات کاربرد دارد.